# Aberaeron
Aberaeron è una località costiera del Galles centro-occidentale, facente parte della contea di Ceredigion e situata lungo l'estuario sulla baia di Cardigan (Mare d'Irlanda) del fiume Aeron. Conta una popolazione di circa 1.400-1.500 abitanti.

## Geografia fisica
Aberaeron si trova all'incirca a metà strada tra le città di Aberystwyth (situata a nord di Aberaeron) e di Cardigan, da cui dista rispettivamente ca. 25 km e ca. 35 km, ed è situata ad ovest dei Monti Cambrici (Cambrian Mountains).

## Società

### Evoluzione demografica
Al censimento del 2001, Aberaeron contava una popolazione pari a 1.422 abitanti.
La località ha conosciuto quindi un lieve decremento demografico rispetto al 2001, quando contava 1.520 abitanti.

## Galleria d'immagini

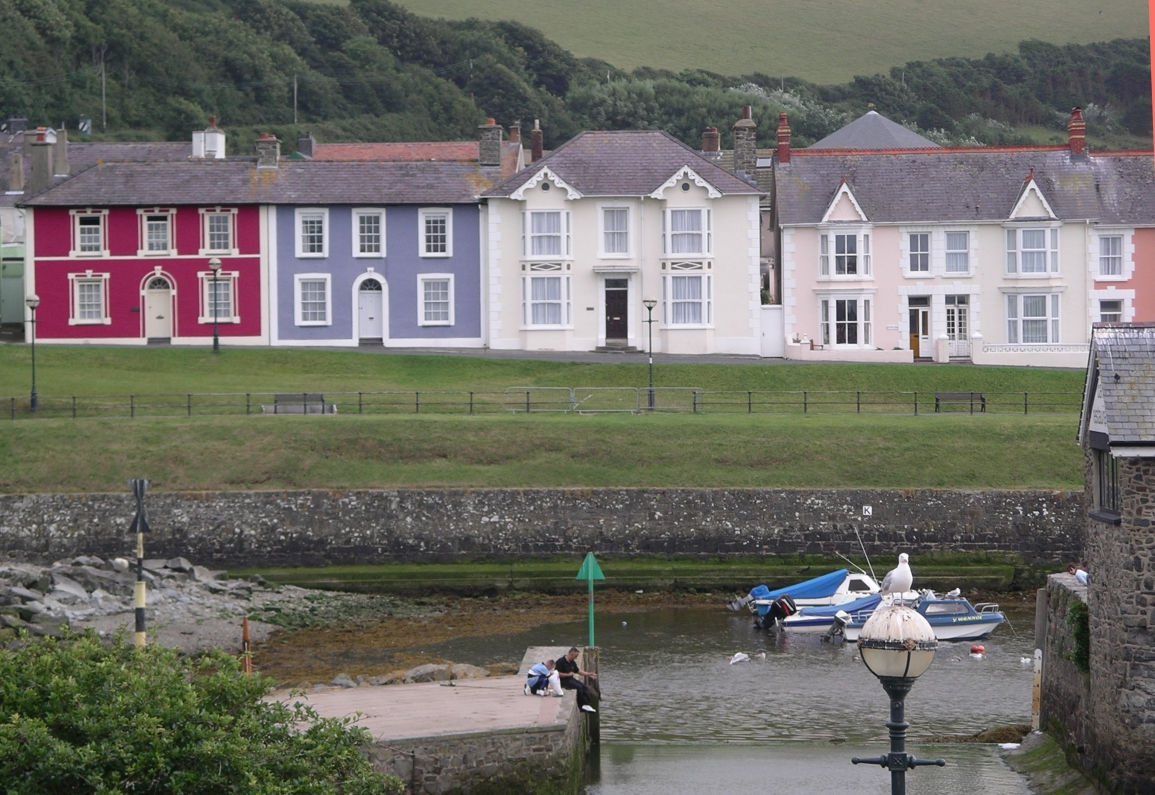
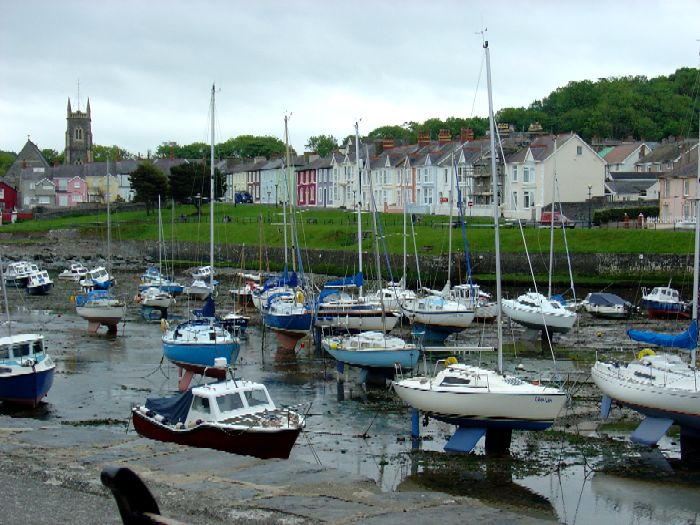